# 岡田マリア
岡田 マリア（おかだ マリア、1984年1月4日 - ）は、東京都出身の作詞家、ラジオパーソナリティ、ナレーター、モデル、タレント。Chris Peppler's Office所属。

## 人物・略歴
- 父親がフランス人で母親が日本人。弟が2人いる[1]。
- 趣味は歌、旅、読書、音楽鑑賞、絵や文章を書く事。
- 特技はピアノ、作詞作曲、英語、フランス語。
- 2010年6月、ミュージシャンの山森大輔と結婚[2]、2011年12月に第1子を出産した[3]。

## 出演

### テレビ
- STAND!（スペースシャワーTV、2004年〜2006年） - VJ
- 今夜 音楽をつむぐ（NHK BSプレミアム）
- Hollywood Express（WOWOW、2015年10月〜） - ナレーション
- Billboard JAPAN Music Awards 2010（BSフジ）
- ヴァケスケ（フジテレビ） - ナレーション
- OC通信（Super! drama TV、2007年6月〜12月）
- 私的チャイナビ（TBS、2007年12月）
- SONICMANIA（tvk）
- SPEED RANKING（テレビ東京）

### ラジオレギュラー
- POP UP!（J-WAVE、2015年4月〜2017年3月）
- VISIONARY VOICE by LEXUS（VISIONARY VOICE内、2017年5月〜）
- PARADISO（J-WAVE、2010年4月〜2011年6月）
- Catch Pops!（JFN、2015年10月〜）
- RED HOT NAVI（UNIQue the RADIO、2009年）
- PORTSIDE SQUARE（FM yokohama、2009年）
- RADIO DOCK（FM yokohama、2006年〜2009年）
- CATCH OF SUMMER（FM yokohama、2007年、2008年夏）
- M+（J-WAVE、2005年4月〜9月） - レポーター

### ラジオ特別番組
- LIVE GREEN LOVE GREEN（J-WAVE）
- Denka J-WAVE LIVE AUTUMN SPECIAL（J-WAVE）
- LUMINE CARD presents STYLE YOUR HOLIDAY（J-WAVE）
- READY FOR 007 SPECTRE（J-WAVE）
- UR FAMILY TALK（J-WAVE）
- SEKISUIHEIM DO IT YOURSELF（J-WAVE）
- WAKO LOVE AND GIFT（J-WAVE）
- JAPAN AIRLINES Merry HELSINKI Presents I WISH YOU LOVE（J-WAVE）
- JAPAN AIRLINES Merry HELSINKI Presents HEARTFUL GREETINGS（J-WAVE）
- JAL Merry HELSINKI presents JOY TO THE WORLD（J-WAVE）
- OPENING CEREMONY Presents GO! HUNT MY STYLE（J-WAVE）
- PEPSI NEX Presents Love Music Love Summer（J-WAVE）
- McDonald’s TOKYO REAL-EYES ROCK INTO 2006（J-WAVE） - レポーター
- SAPPORO Draft One presents TREE TOP PARTY 07 （J-WAVE） -レポーター

### CMナレーション
- ジョンソン・エンド・ジョンソン / ワンデー アキュビュー ディファインモイスト
- スズキ / 新型ワゴンR スティングレー
- マクドナルド / ハッピーセット
- 花王 / ビオレふくだけコットン
- ファッション通販サイト LA BOO
- ニトリ / クリスマス2013
- ダイハツ
- アメリカン・イーグル
- ダヴ
- ギルト・ジャパン

### イベント司会
- HERMES
- TOYOTA
- Tiffany
- ISETAN
- JAL
- ポルシェ
- Amazon.co.jp
- H&M
- ローソン
- コカ・コーラ
- プジョー
- UNIQLO
- SUMMER SONIC
- イオン
- ルミネ
- TAG Heuer
- 東京メトロ
- 東急グループ
- JILL STUART
- PANDORA
- Conrad Hotels
- ハイネケン
- TOMMY/tommy girl
- HUGO BOSS
- Jurlique
- illy
- ジラール・ペルゴ
- ジョージ・ジェンセン
- COACH
- GUESS
- 日本工学院
- 三陽商会
- FECJ Awards
- OSHMAN'S
- SING レッドカーペット
- ターミネーター4 レッドカーペット
- スター・トレック レッドカーペット
- THE BEATLES「LOVE」世界同時発売前夜祭
- クイーン+ポール・ロジャース「リターン・オブ・ザ・チャンピオンズ」特別イベント
- the bird and the bee ショーケース
- J-WAVE LIVE AUTUMN

### 広告
- PISTIA - モデル
- TOWN&COUNTRY'06 SPRING - モデル

### 雑誌
- soup - モデル
- an・an
- 美的
- InRed - モデル
- GET ON! - モデル
- Warp Magazine - モデル
- NYLON JAPAN - モデル
- KERA - モデル

### Web連載
- 東芝「Play-T Blog by Maria Okada」
- RO69
- The Gift Islands「岡田マリアの部屋音」

### ショー
- LEVI'S
- NIKE
- 表参道コレクション
- A・I・C

## 提供作品
- E-girls
  - 「CANDY SMILE」（作詞）
  - 「E.G. Anthem -WE ARE VENUS-」（作詞）
  - 「FASCINATION」（作詞）
  - 「GO LADY!!」（作詞）
  - 「RYDEEN 〜Dance All Night〜」（MNDRと共作詞）
- 三代目J Soul Brothers from EXILE TRIBE
  - 「Waking Me Up」（作詞）
  - 「SO RIGHT」（作詞）
  - 「Back In Love Again」（作詞）
- GENERATIONS from EXILE TRIBE
  - 「Love You More」（作詞）
  - 「Go On」（作詞）
  - 「Into You」（作詞）
  - 「Love You More（English Version）」（作詞）
  - 「Fallin'」（作詞）
  - 「NEVER LET YOU GO」（作詞）
  - 「NEVER LET YOU GO（English Version）」（作詞）
  - 「HIGHER」（作詞）
  - 「My Only Love」（作詞）
  - 「Think of you」（作詞）
  - 「Always with you（English Version）」（作詞）
  - 「Hard Knock Days（English Version）」（作詞）
  - 「涙（English Version）」（作詞）
  - 「PIERROT（English Version）」（作詞）
- FANTASTICS from EXILE TRIBE
  - ｢Believe in Love｣（作詞）
- JAMOSA+KEVIN&ELI（from U-KISS）
  - 「Together」（GOICHIと共作詞）
  - 「Together -English ver.-」 - JAMOSA名義（GOICHI・JAMOSA LAN・和田昌哉と共作詞）
- May J.
  - 「No No No」（May J.と共作詞）
  - 「HAPPY DAY」（作詞）
- KinKi Kids
  - 「No More Tears」（作詞）
- 9nine
  - 「HAPPY 7 DAYS」（作詞）
  - 「SUMMER SUMMER SUMMER」（作詞）
  - 「MY ONLY ONE」（作詞）
  - 「Sunshine」（作詞）
- DANCE EARTH PARTY
  - Do it!（作詞）
- クリス・ハート
  - Goodbye Today（作詞）
- UNIONE
  - MAGIC（作詞）
  - 世界の真ん中（作詞）
  - Creamy Love（作詞）
- BTOB
  - Unforgettable（作詞）
- たこやきレインボー
  - サマーゴーランド（作詞）
- Flower
  - Dreamin' Together feat. Little Mix（英語詞作詞）
- MAX
  - BOOM! BOOM! BOOM!（作詞）
- 龍雅
  - DESTINY（作詞）
- Milly Milly
  - SPECiAL（作詞）
  - I miss you（作詞）
- cocona*
  - First date（作詞）
- ONE NIGHT ONLY
  - CAN YOU FEEL IT -Bilingual Version ひとつになれ〜（日本語詞作詞）
- オンラインゲーム ユグドラシル テーマ
- May J.&クリス・ハート
  - 笑顔をつなごう
- 楠田亜衣奈
  - 「HO♡HOLIDAY」（山田高弘と共作詞）
  - 「magic」（作詞）
  - 「JUMP UP」（作詞）
- TEAM SHACHI
  - 「HORIZON」（山森大輔と共作詞）
  - 「AWAKE」（作詞）
  - 「SURVIVOR SURVIVOR」（作詞）
  - 「JIBUNGOTO」（作詞）
- Dorothy Little Happy
  - 「FOR YOU」（作詞）
- NACHERRY
  - CANDY SUNDAY（作詞[4]）
  - 「NACHERRY PARK」（作詞[5]）
  - 「Now」（作詞[6]）
  - 「destiny」（作詞[6]）
- IMP.
  - 「CRUISIN’」（作詞）